# Ruth R. Benerito
Ruth Mary Rogan Benerito, född 12 januari 1916 i New Orleans, död 5 oktober 2013 i Metairie, var en amerikansk kemist och uppfinnare känd för sitt arbete relaterat till textilindustrin, bland annat med utveckling av tvätt-och-slitstark bomullstyg. Hon hade 55 patent.

## Privatliv
Ruth Mary Rogan Benerito född och uppvuxen i New Orleans. Hennes far, John Edward Rogan, var civilingenjör och järnvägsansvarig och beskrevs av sin dotter som en pionjär i kvinnors befrielse. Hennes mamma, Bernadette Elizardi Rogan, var en konstnär och betraktades som en "verkligen befriad kvinna" av hennes dotter. Båda föräldrarna har en högskoleexamen och förde över sina värderingar gällande en stark känsla för utbildning och kvinnors rättigheter till Ruth. Den stora depressionsen omringade Rutts tidiga år och när hon slutligen avlade kandidatexamen i kemi var 1 av 5 amerikaner arbetslösa. Ruths ursprungliga intresse före kemi var matematik, men hon ville inte fostra en karriär som aktuarie, utan att bara beräkna sannolikheter för försäkringsbolag, vilket ledde henne att studera kemi.
Senare i hennes liv som hon reflekterade över hennes många framgångar illustrerades hennes sanna jag när hon sa: "Jag tror att den framgång som jag har uppnått är resultatet av många ansträngningar från många [personer]. Min egen personliga framgång byggdes med hjälp och uppoffringar av min familjemedlemmar, och professionella prestationer berodde på de tidiga prestationer från lärarna och samarbetet med kollegor som är för många för att kunna räkna upp."

## Utbildning
I en ålder då flickor vanligtvis inte gick vidare till högre utbildning såg pappan till att hans döttrar fick samma utbildning som var tillgänglig för pojkar. Hon gick klart gymnasiet vid 14 års ålder och gick in på Sophie Newcomb College, högskolan för kvinnor vid Tulane University, vid 15 års ålder där hon fick en examen i kemi, såväl som fysik och matematik. Hon tog examen 1935 och flyttade till Bryn Mawr College för att slutföra ett år av doktorandstudier. Hon flyttade sedan till Newcomb, där hon undervisade i kemi medan hon forskade på avancerad kvantitativ analys och fysisk kemi, organisk kemi, kinetik och termodynamik. När hon arbetade som lärare tog Ruth kvällskurser för att få sin magisterexamen från Tulane University. År 1948 fick hon doktorsexamen från University of Chicago, där hon genomförde fysisk kemisk forskning under ledning av Thomas F. Young. Hennes doktorsavhandling hade titeln "Aktivitetskoefficienter av HCl i ternära vattenhaltiga lösningar". Hon lämnade sitt jobb som Forskarassisten i Newcomb College 1953 för att jobba på USDA södra regionala forskningscentret vid US Department of Agriculture i New Orleans där hon tillbringade större delen av sin karriär.
Vid USDA arbetade hon i Oilseed Laboratory Intravenous Fat Program och år 1955 blev hon projektledare. År 1958 blev hon befordrad som verkställande chef för Colloid Cotton Chemical Laboratory och år 1959 blev hon forskningsledare för Cotton Reaction Laboratory, fysisk kemiforskningsgrupp. Benerito avslutade en postdoc 1972 i biofysik på Tulane University. Fortfarande hos Tulane var hon en adjungerad professor från 1960-1981. Under den tiden arbetade hon också som föreläsare vid University of New Orleans. Under senare år undervisade Benerito på deltid på Tulane University och vid University of New Orleans medan hon undersökte bomullsfibrer. Hon avgick från USDA 1986 men fortsatte att läsa deltid på Tulane och University of New Orleans.

## Bidrag

### Uppfinning av rynkfri bomull
Benerito är mest känd för sitt arbete i samband med användningen av mono-basiska syraklorider vid tillverkning av bomull, med vilken hon har 55 patent, vilket möjliggör mer rynkfria och hållbara kläder. Hon uppfann dessa wash-and-wear bomullstyg medan hon arbetade på laboratorierna i USA Department of Agriculture (USDA) i New Orleans på 1950-talet. Innan denna innovation behövde folk familj mycket tid att stryka kläder. Benerito hittade ett sätt att kemiskt behandla ytan av bomull som inte bara ledde till rynk-resistent tyg utan även fläck- och flam-resistenta tyger. Uppfinningen sägs ha "räddat bomullsindustrin".
Medan hon är offentligt krediterad för uppfinningen av rynkfri fiber, trodde hon inte att hon ensam uppfunnit den och klargjorde hennes roll i en USDA-intervju 2004 genom att säga: "Jag tycker inte om att det ska sägas att jag uppfann tvättplagg eftersom det fanns ett antal människor som arbetade med det och de olika processerna genom vilka du ger bomull dessa egenskaper. Ingen person upptäckte det eller ansvarar för det, men jag bidrog till en ny process för att göra det."
Uppfinningen enligt uppfinningen är användningen av en process som kallas tvärbindning. Bomull består av ett material kallat cellulosa. Liksom syntetiska nylon- och polyesterfibrer är cellulosa en polymer; det vill säga dess molekyler är formade som långa kedjor som innehåller tusentals atomer. Molekylernas långa, kedje-lika form är det som gör cellulosa, som nylon och polyester, en bra fiber. Hon upptäckte ett sätt att behandla bomullsfibrer så att de kedje-lika cellulosamolekylerna förenades kemiskt. Detta förfarande kallas tvärbindning, och det gör bomull resistent mot rynkor.
Man trodde först att tvärbindning gjorde bomullstygets motståndskraftigt genom att stärka dess fibrer, men den mängd tvärbindning som användes vid behandlingen är liten och bidrar inte till mycket styrka. Hon utvecklade en ny teori om hur tvärbindning fungerar. Det är känt att cellulosamolekyler kan hålla sig till varandra med hjälp av de svaga vätebindningarna mellan molekyler. Hon föreslog att en bieffekt av hennes tvärbindningsprocess var förstärkningen av vätebindningarna, vilket gjorde materialet motståndskraftigt mot rynkor.

### Laboratorieutrustning
Beneritos forskning ledde till utvecklingen av glasfiber som visade sig vara användbar vid tillverkningen av laboratorieutrustning.

### Metod som matar allvarligt sårade soldater
Förutom sitt bidrag till textilindustrin, under Koreakriget, utvecklade hon ett sätt att ge fett intravenöst till patienter som var för sjuka att äta - en metod som användes för att mata allvarligt skadade soldater.

## Utmärkelser
- 1964 USDA Distinguished Service Award
- 1968 Federal Woman Award
- 1968 Southern Chemist Award
- 1970 Garvan Medal
- 1971 Southwest Regional Award of American Chemical Society
- 1981 Honorary degree, Tulane University
- 1984 Woman of Achievement at Worlds Fair
- 2002 Lemelson-MIT Lifetime Achievement Award
- 2008 National Inventors Hall of Fame induction[15]